# Pachnobia magdanensis
Pachnobia magdanensis är en fjärilsart som beskrevs av Vladimir S. Kononenko och Lafontaine 1983. Pachnobia magdanensis ingår i släktet Pachnobia och familjen nattflyn. Inga underarter finns listade i Catalogue of Life.